# James Monk
Pour les articles homonymes, voir Monk (homonymie).
Sir James Monk (1745 – 18 novembre 1826) était un juge du Bas-Canada.
Il est né à Boston, Massachusetts et fut éduqué à Halifax (Nouvelle-Écosse) où son père était établi en 1749.
Monk est solliciteur général de la Nouvelle-Écosse.
Nommé procureur général de la province de Québec en 1776, il servit de 1776 à 1789 puis de 1792 à 1794.
En 1794, il est nommé juge en chef de la Cour du Banc du Roi à Montréal.
Durant sa carrière, Monk participa aux conseils exécutif et législatif de l'Assemblée législative de la Nouvelle-Écosse.
Monk était nommé Knight Bachelor en 1825 et en 1826.
Il est mort à sa maison à Cheltenham, en Angleterre à l'âge de 81 ans.
L'avenue de Monkland à Montréal fut nommée en sa mémoire.